# Bobitz
Bobitz er en kommune midt i Landkreis Nordwestmecklenburg i delstaten Mecklenburg-Vorpommern i Tyskland. Kommunen administreres af Amt Dorf Mecklenburg-Bad Kleinen med hjemsted i Dorf Mecklenburg.

## Geografi
Kommunen Bobitz ligger i et moræneområde mellem Schweriner See, byen Grevesmühlen og hansestaden Wismar. Nær bydelen Beidendorf er det højeste punkt i kommunen med 95 meter over havets overflade. I den sydøstlige del af kommunen ligger Den Store og Lille Dambecker See.
Bobitz er omgivet af nabosamfundene Gägelow, Barnekow og Metelsdorf mod nord, Dorf Mecklenburg mod nordøst, Groß Stieten mod øst, Bad Kleinen mod sydøst, Zickhusen og Alt Meteln mod syd, og Testorf-Steinfort og Upahl mod vest.

### Inddeling
De tidligere selvstændige kommuner hører til Bobitz:
- Bothendorf
- Gross Krankow

og de øvrige bebyggelser
| - Dalliendorf - Dambeck - Drue Stieten - Käselow - Lille Krankow | - Koechelsdorf - Lutterstorf - Naudin - Neuhof - Petersdorf | - pine - Rastorf - Saunstorf - Scharfstorf - Tresow |

## Trafik
Gennem kommunen leder A 20 (kryds Bobitz) og B 208 (Wismar- Gadebusch). Bobitz station ligger på jernbanelinjen Lübeck-Bad Kleinen.